# Eumecoleus tenuis
Eumecoleus tenuis is een keversoort uit de familie schijnboktorren (Oedemeridae). De wetenschappelijke naam van de soort is voor het eerst geldig gepubliceerd in 1950 door Haupt.